# Alfonso Vidal y Planas
Alfonso Vidal y Planas (Santa Coloma de Farnés, 1891-Tijuana, 1965) fue un periodista, poeta, narrador y dramaturgo español de vida bohemia.

## Biografía
Nació en Santa Coloma de Farnés en 1891. Fue doctor en Metafísica por la Universidad de Indianápolis y catedrático de Literatura Española y Filosofía elemental en Tijuana. En el campo del periodismo humorístico fundó y dirigió El Loco y fue colaborador de ¡Oh, la la!. Inestable, violento y polemista, Vidal y Planas asesinó el 2 de marzo de 1923 a su socio Luis Antón del Olmet en el Saloncillo del Teatro Eslava de Madrid, un periodista venal, director de El Parlamentario, que igualmente escribía como bolchevique que adulaba a Alfonso XIII. Fue condenado a doce años de prisión, de los que cumplió tres. 

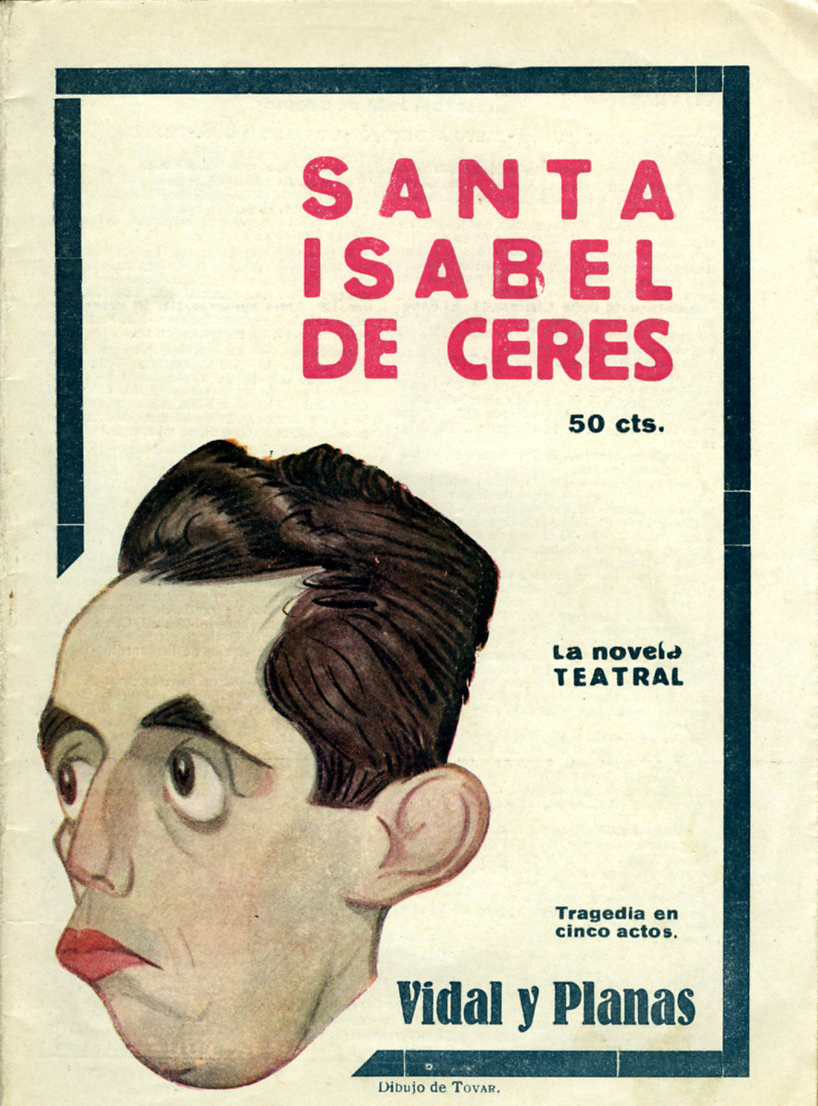
Santa Isabel de Ceres (1922), nº308 de La Novela Teatral. Caricatura de Tovar.

Durante la guerra civil española vinculado a la CNT y sacó de las checas a muchas personas. Ángel Pestaña le llamó a dirigir El Sindicalista. Marchó tras la guerra al exilio. Escribió y publicó en Tijuana varios libros de poesía: Poemas del destierro, de yanquilandia y de la muerte (1963), Cirios en los rascacielos (1963) y Las hogueras del ocaso (1965). En estos libros logra conjugar el arte de un escritor experimentado con la doliente realidad de un hombre aislado, perceptivo, religioso y nostálgico. Su religiosidad es, sin embargo, la de un hombre liberal y se manifiesta fundamentalmente en su dimensión filosófica antes que en el campo de la fe. Falleció en la ciudad mexicana de Tijuana en 1965.

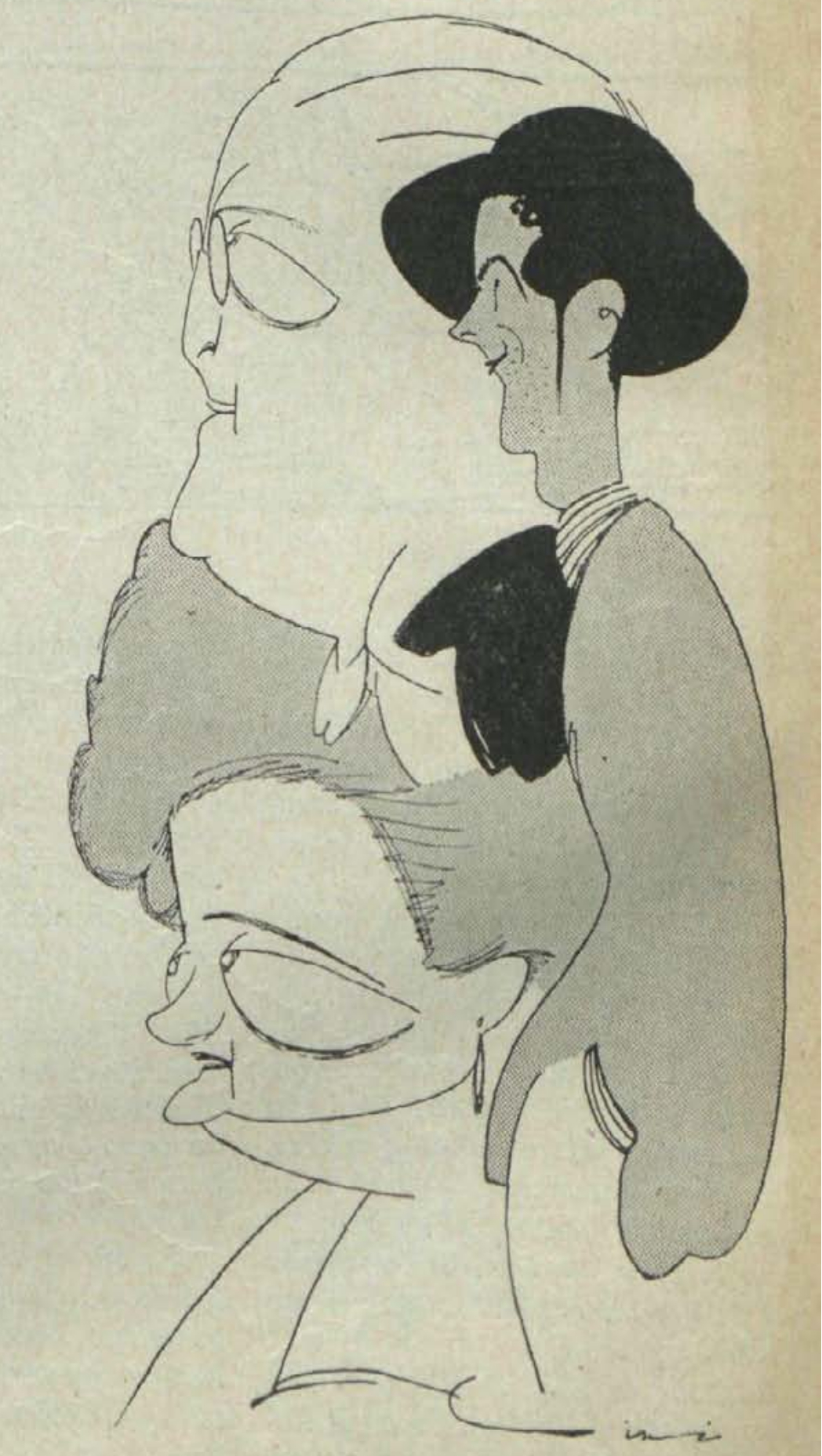
«Señora Satorres y Sres. Baena y Collado, en Santa Isabel de Ceres». Caricatura de Sirio de varios actores que participaron en la adaptación teatral de la novela de Vidal y Planas.

La novela Santa Isabel de Ceres fue su gran éxito. Adaptada luego al teatro por el propio autor, se mantuvo en cartel más de tres meses consecutivos. Narra el amor de un pintor por una prostituta a la que intenta redimir. Posee contenido autobiográfico, ya que también Vidal y Planas sacó de una mancebía a la que sería su mujer, Elena Manzanares.